# Jeledinți, Hunedoara
Jeledinți (maghiară: Lozsád) este un sat în comuna Mărtinești din județul Hunedoara, Transilvania, România. După recensămăntul din 1992 în sat trăiesc 264 de locuitori, din care 94 erau români (35,6%), iar majoritatea locuitorilor era de etnie maghiară: 170 (64,4%). Majoritatea locuitorilor sunt reformați (161) și ortodocși (92).
De-a lungul timpului populația localității a evoluat astfel:

## Imagini

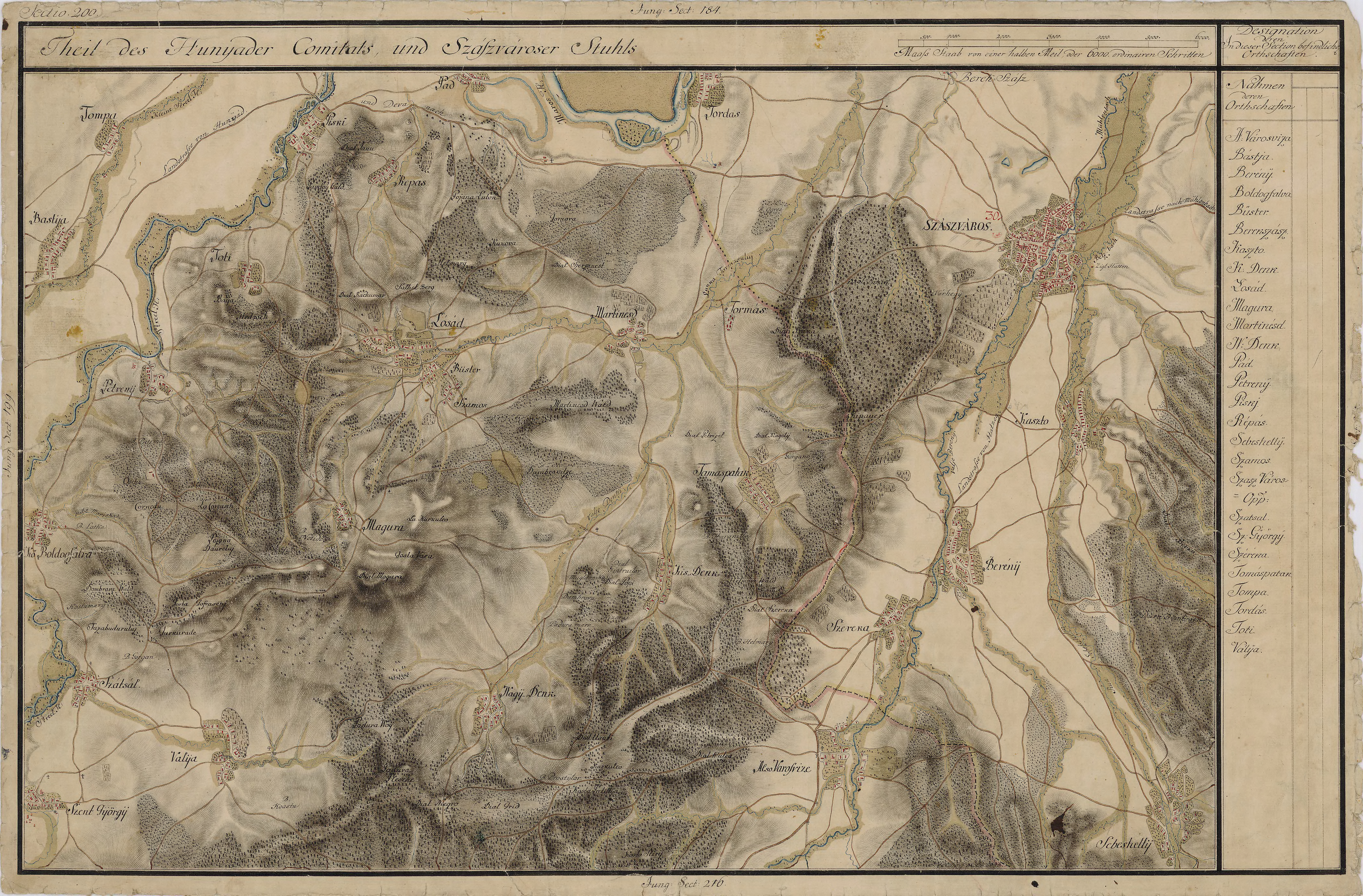
Jeledinți în Harta Iosefină a Transilvaniei, 1769-1773